# Галерея Уффіці
Галере́я Уффі́ці (італ. Galleria degli Uffizi, досл. «галерея канцелярій», «галерея служб»; від заст. ufficio — «бюро», «відділ», «офіс») — палац у Флоренції, побудований в 1560—1581 р., і є одним з найбільших і найзначущіших музеїв європейського образотворчого мистецтва.

## Історія
Історія Уффіці починається в липні 1559 р., коли правитель Флоренції Козімо I Медічі замислив об'єднати всі адміністративні служби міста в загальному просторому палаці. Для реалізації проєкту був запрошений майстер Джорджо Вазарі, який і почав роботу в 1560 р. Для будівництва палацу було звільнено велику ділянку між площею П'яцца-делла-Сеньйорія і річкою Арно шляхом придбання усіх житлових будівель, котрі там були розташовані.
До нового комплексу увійшла стародавня церква Сан-П'єро-Скераджо, від якої досі збереглись сліди зовні в абсиді зі сторони вулиці віа делла Нінна і в самій будівлі.
1565 року будівництво було майже завершене, включаючи довгий «коридор» Вазарі, який перетинаючи річку Арно по мосту Понте Веккіо, з'єднує Уффіці з Палаццо Пітті і пішохідну естакаду, що веде з віа Нінна в Палаццо Веккіо.
Вписуючи побудований у стилі XVI ст. комплекс Уффіці у середньовічний історичний центр Флоренції, Вазарі намагався не порушити гармонії міської структури тринадцятого сторіччя, спрямовуючись, перш за все, на створення сценічного ефекту масивного Палацу Веккіо.
Наступник Козімо, Франческо I, оборонець науки і мистецтв, вирішив перебудувати лоджію, що вінчає будівлю, для створення приміщень під свої колекції предметів мистецтва, зброї, наукових знахідок, лабораторій.
Роботи з перебудови комплексу були доручені наступнику Вазарі архітектору Бернардо Тіманте Буонталенті (1536—1608) в 1580 році (Вазарі помер в 1574 році). В 1586 році роботи з перебудови були завершені і з цього часу в нових приміщеннях комплексу Уффіці були зібрані всі твори, які раніше зберігались в Палаццо Веккіо і Палаццо Медічі, що належали Козімо старшому, Лоренцо Медічі і батьку Франческо, Козімо I.
Протягом століть, завдяки послідовникам Франческо I, галерея поповнювалась шедеврами мистецтва. Один з них — Великий Герцог Пьєтро Леопольдо — зібрав в одне ціле всі твори власності Медічі, які ще були розпорошені по маєткам Риму і Флоренції. Саме йому належить заслуга в тому, що він почав упорядковувати галерею за сучасними музейними критеріями і відкрив її широкій публіці.

## Побутування галереї, історичні умови

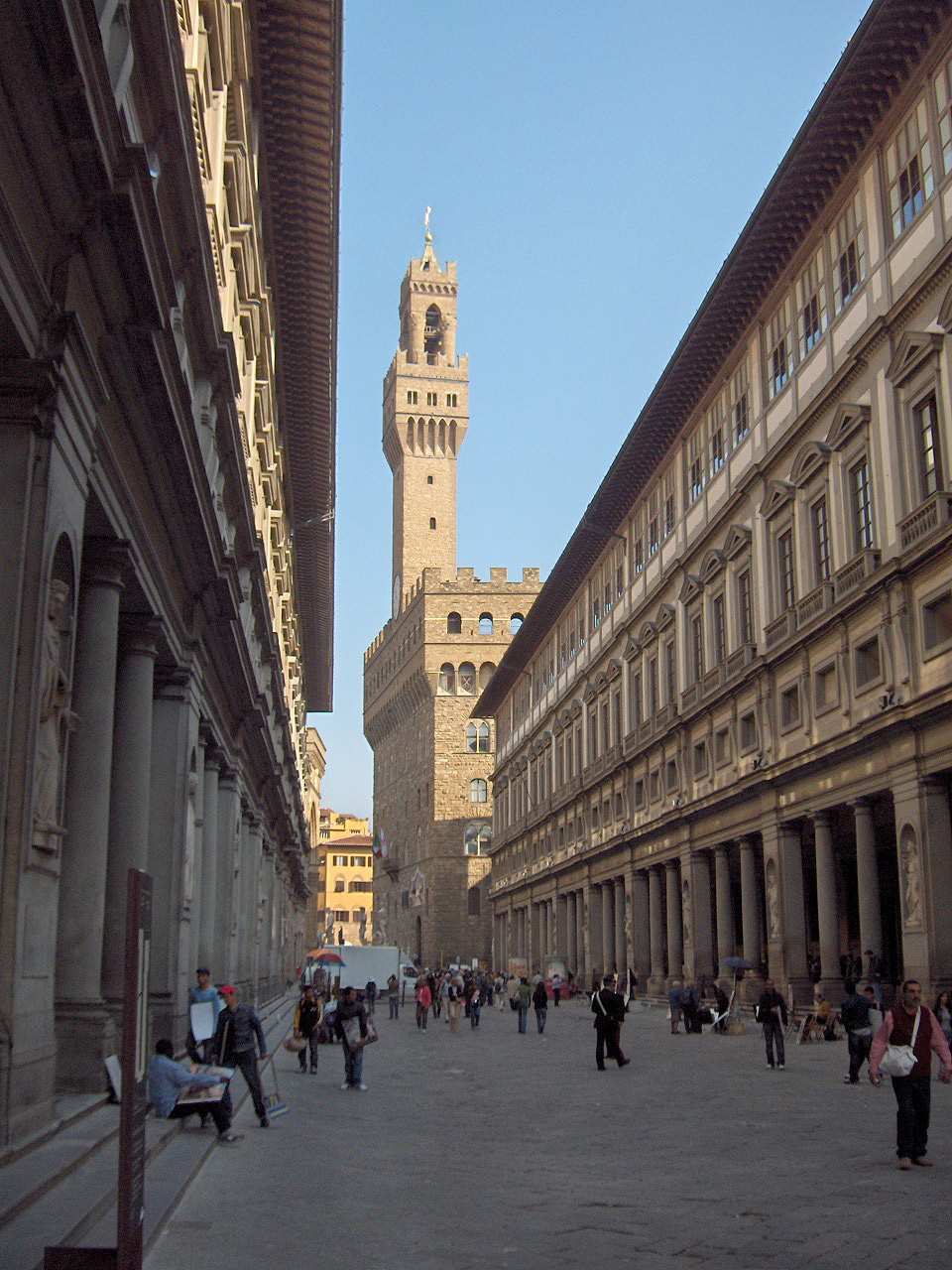
Галерея Уффіці, вигляд у бік площі Сеньйорії

Анна Марія Луїза Медічі (11 серпня 1667 — 18 лютого 1743), сестра Жана Гастона, була останньою в згасаючому роду Медічі. Як спадкоємиця майна родини, склала заповіт, за яким надала гроші на утримання Галереї Уффіці, палаццо Пітті та вілли Медічі за умов, що жодну з частин цього майна не може бути вилучено зі столиці Великого герцогства Тосканського.
Але обмежені реорганізації таки відбулися в межах міста Флоренція. Так, частка скульптур була передана з Уффіці в музей Барджелло. Це зроблено з необхідності розширити виставкові площі для показу речей зі сховищ. Палаццо Пітті отримав нові відділи, серед яких — Музей екіпажів і карет, Музей виробів з срібла, Музей порцеляни, Галерея костюмів (тобто музей історії моди), Музей натюрмортів (Вілла Поджо а Каяно).
У трагічну повінь 3 листопада 1966 року Флоренція зазнала найбільших руйнувань від природного лиха за період з 1557 року. Рівень води в деяких містах перебільшував позначку в два метри. Найбільшого рівня вода досягла в районі Санта-Кроче — близько 6,7 метрів. Були загиблі серед мешканців міста (не менше 100 осіб). Серед пошкоджених виявились історичні помешкання, церкви, низка музеїв, серед яких і Галерея Уффіці, що розташована неподалік від бурхливої річки Арно.
1993 р. був висаджений у повітря автомобіль із вибухівкою на сусідній з галереєю вулиці дей-Георгофілі. Було вбито п'ятеро невинних людей і значно пошкоджено залу Ніоби галереї. Скульптури та інтер'єр зали були реставровані, але назавжди втрачено історичні фрески.
У серпні 2007 р. під час зливи затоплено частку залів галереї через пошкоджений дах. Музей припинив роботу, а відвідувачі були евакуйовані.

## Колекція

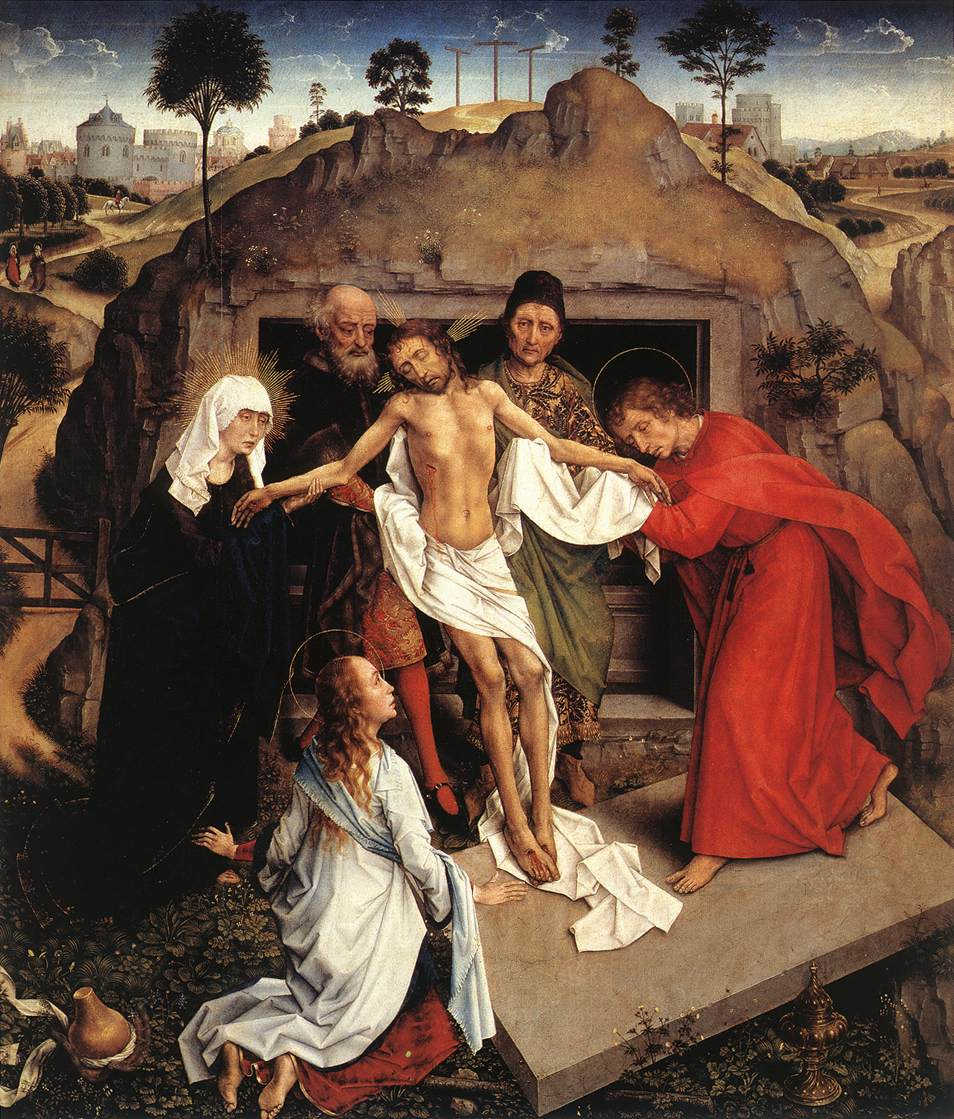
Рогір ван дер Вейден. «Поховання Христа», 1450 р.

Після того, як рід Медічі згас, колекція продовжувала поповнюватися. На початок XXI століття вона нараховує низку шедеврів таких італійських майстрів, як Джотто, Боттічеллі, Леонардо да Вінчі, Рафаель, Джорджоне, Тіціан, Паоло Учелло, Джованні Батіста Сальві (Sassoferrato), фра Філіппо Ліппі, Чімабуе, П'єро делла Франческа тощо. Тут також колекція автопортретів художників різних країн, малюнки і гравюри старих італійських майстрів, окремі зразки античної скульптури.
Зібрання автопортретів — найраніша колекція автопортретів і найзначніша загальновизнана колекція у світі — становить 1600 робіт, її почав збирати ще герцог Леопольдо де Медічі у 1664 році.
У XX столітті керівництво галереї передивилося концепцію придбань і почало активно купувати картини неіталійських митців, адже Італія втраила художню ініціативу ще в XVIII столітті. Відтак Галерея Уффіці також почала купувати картини видатних майстрів інших країн. Ранній нідерландський живопис представляють роботи Рогіра ван дер Вейдена, Гуго ван дер Гуса, Ганса Мемлінга.
Серед німецьких майстрів — Альбрехт Дюрер та Лукас Кранах Старший, Ганс Гольбейн молодший.
Фламандці Рубенс та Ван Дейк представлені декількома картинами. Французька збірка навпаки — невелика, але і без неї тут є на що подивитися.

## Вибрані твори (галерея)

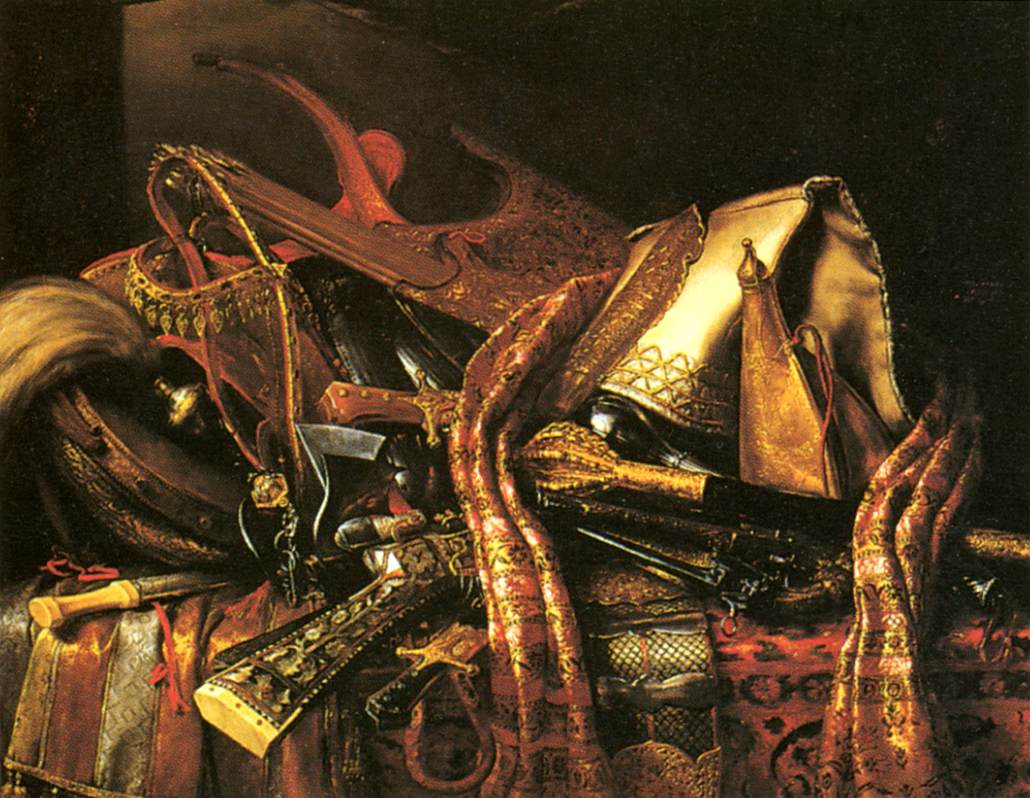
Бартоломео Бімбі. «Турецька зброя», бл. 1680 р. Галерея Уффіці, Флоренція

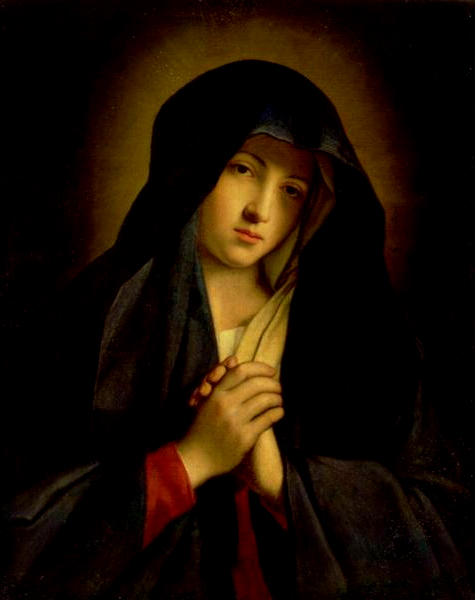
«Скорботна Богоматір» Джованні Батіста Сальві (Сассоферрато)
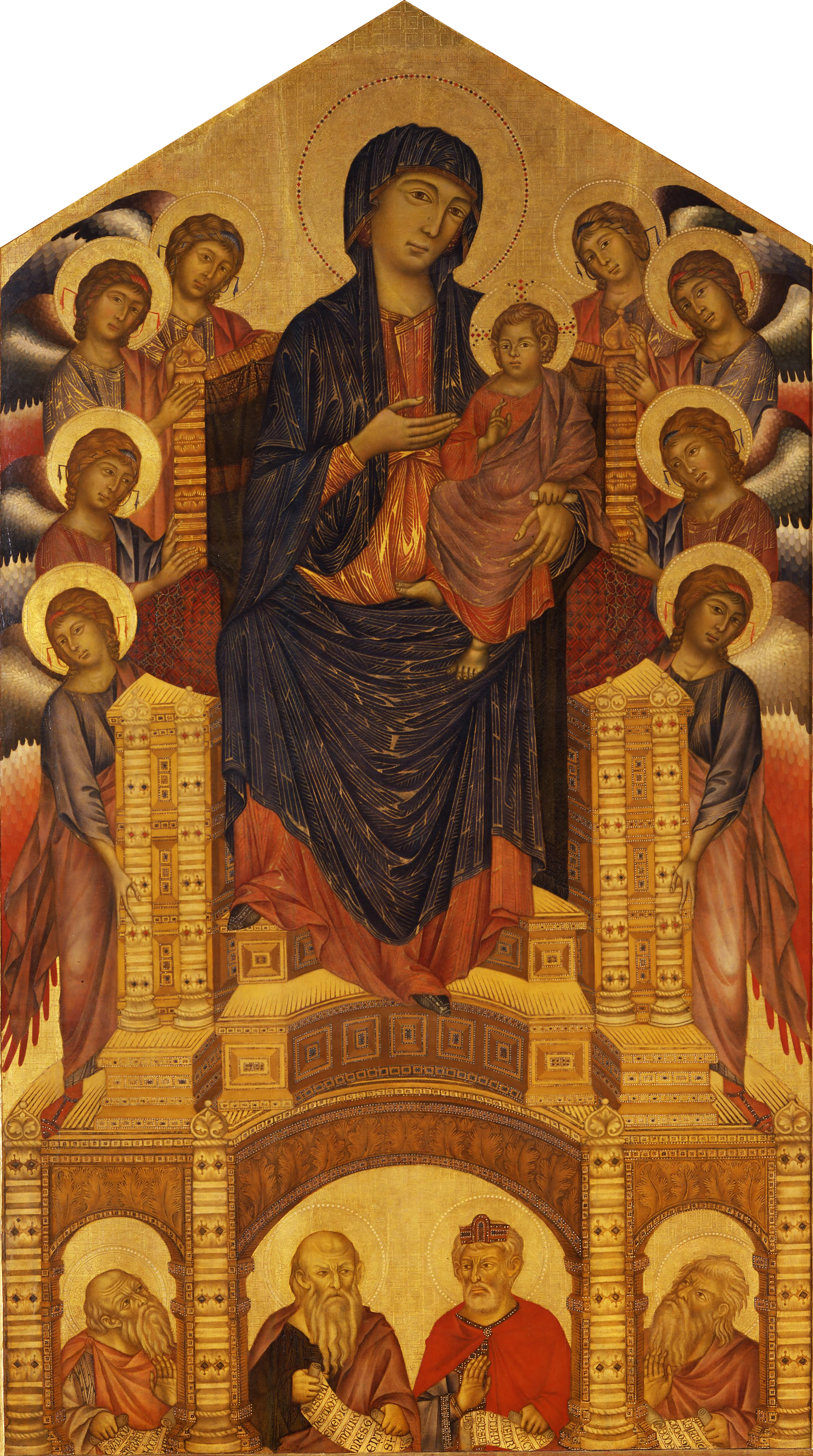
Чімабуе, «Маеста»
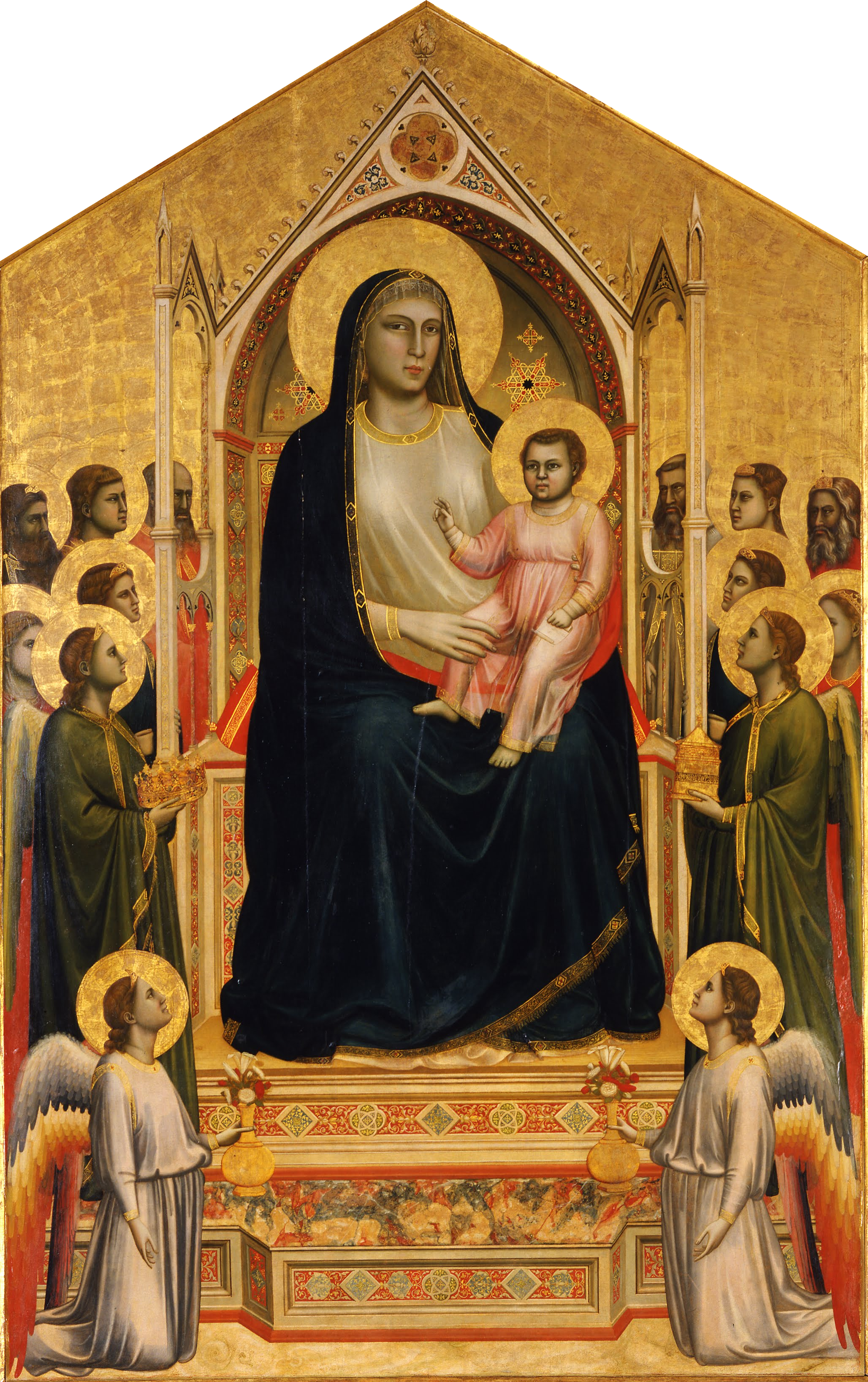
Джотто ді Бондоне, «Мадонна Оньїссанті» («Маеста»), 1310.
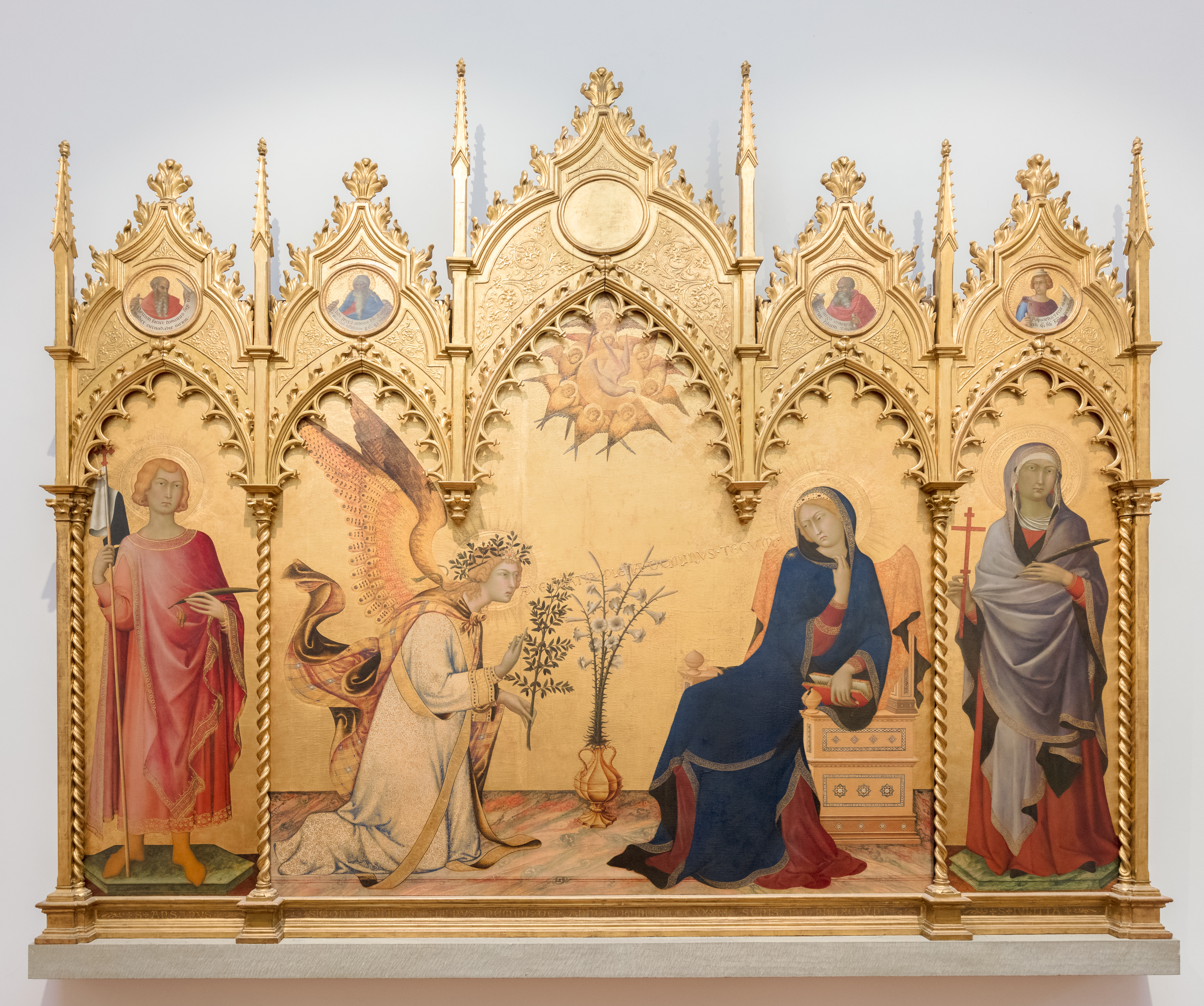
«Благовіщення» Сімоне Мартіні
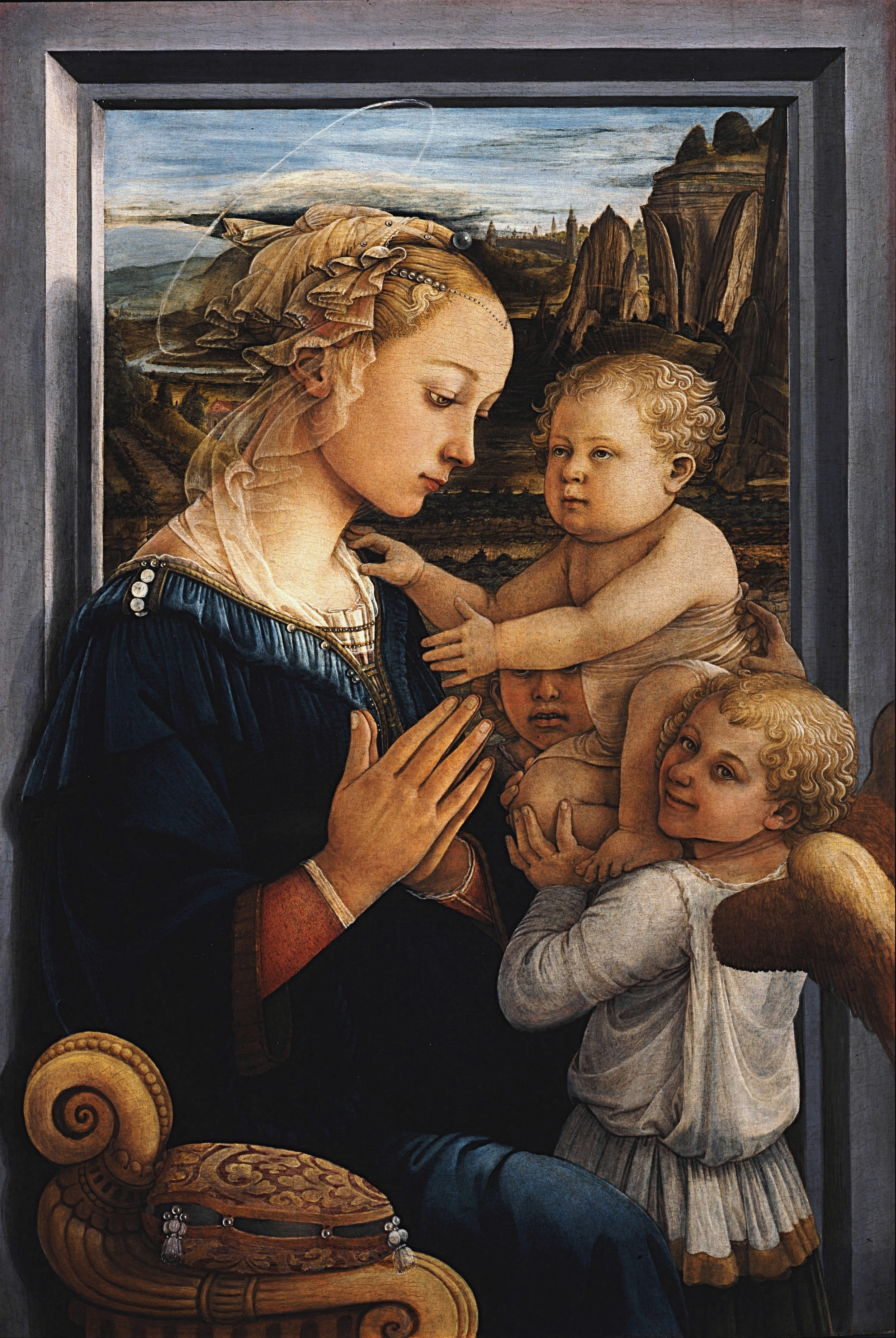
«Мадонна» Філіппо Ліппі
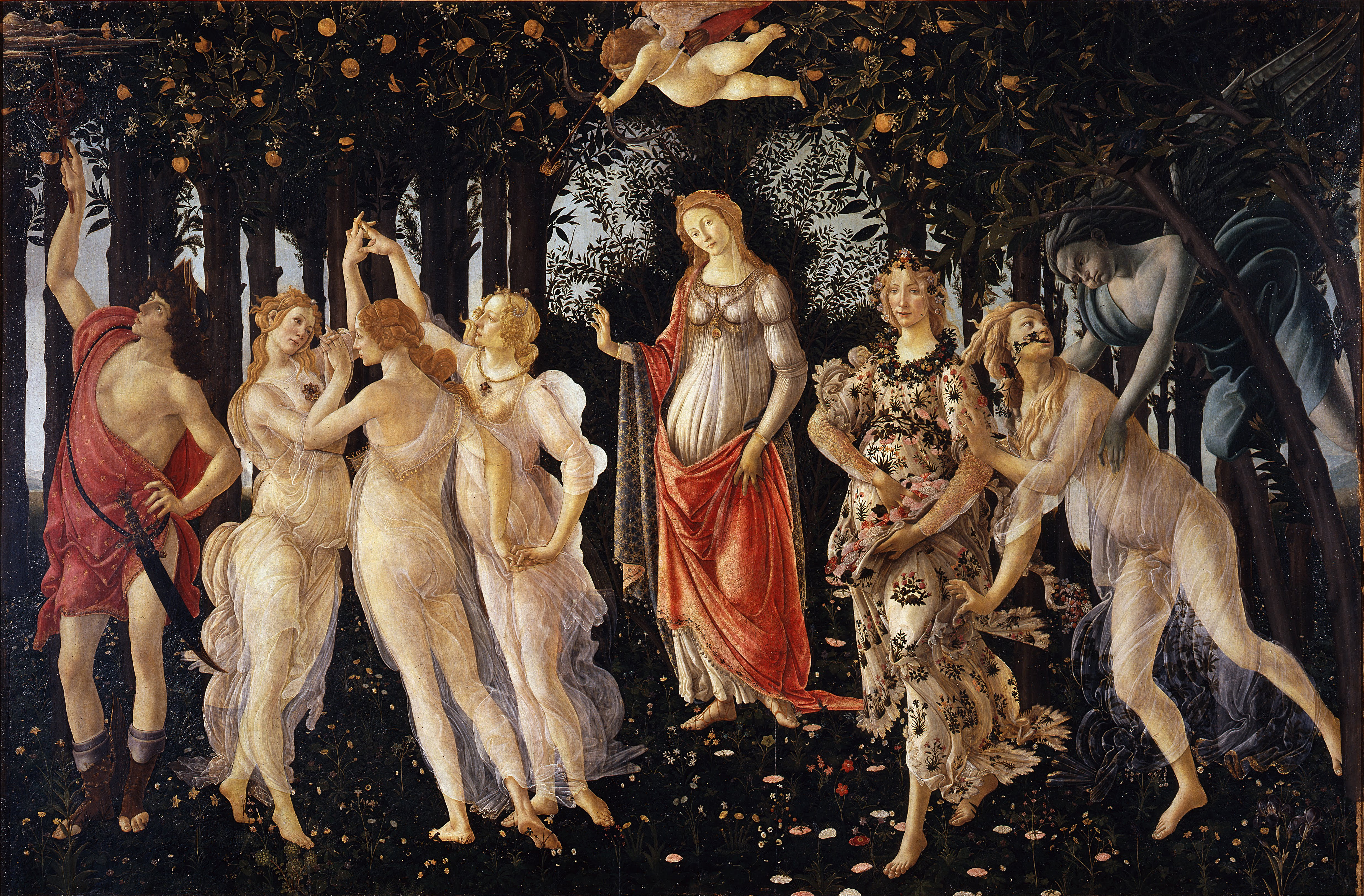
«Весна» Сандро Боттічеллі
«Народження Венери» Сандро Боттічеллі
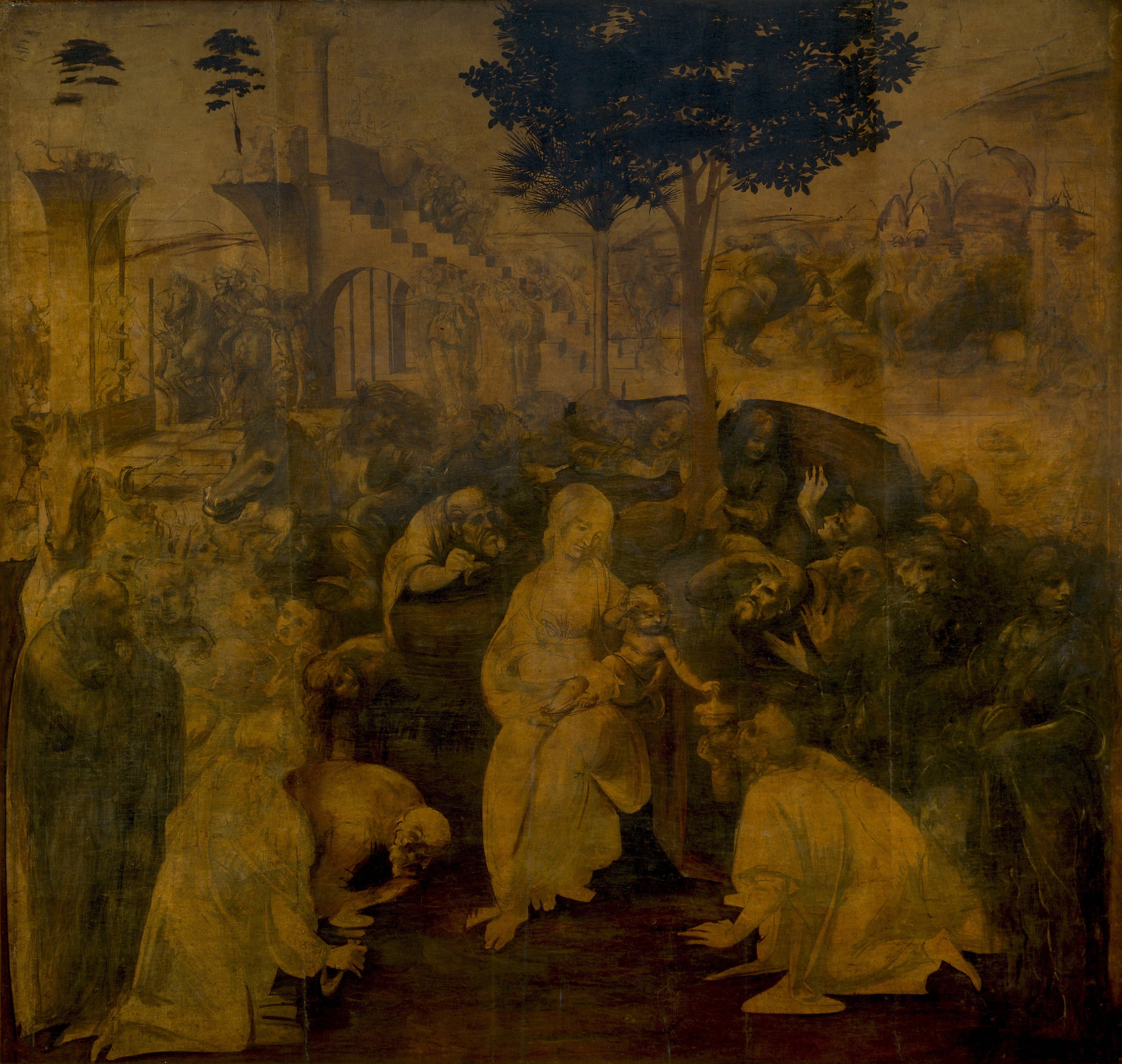
«Поклоніння волхвів» Леонардо да Вінчі
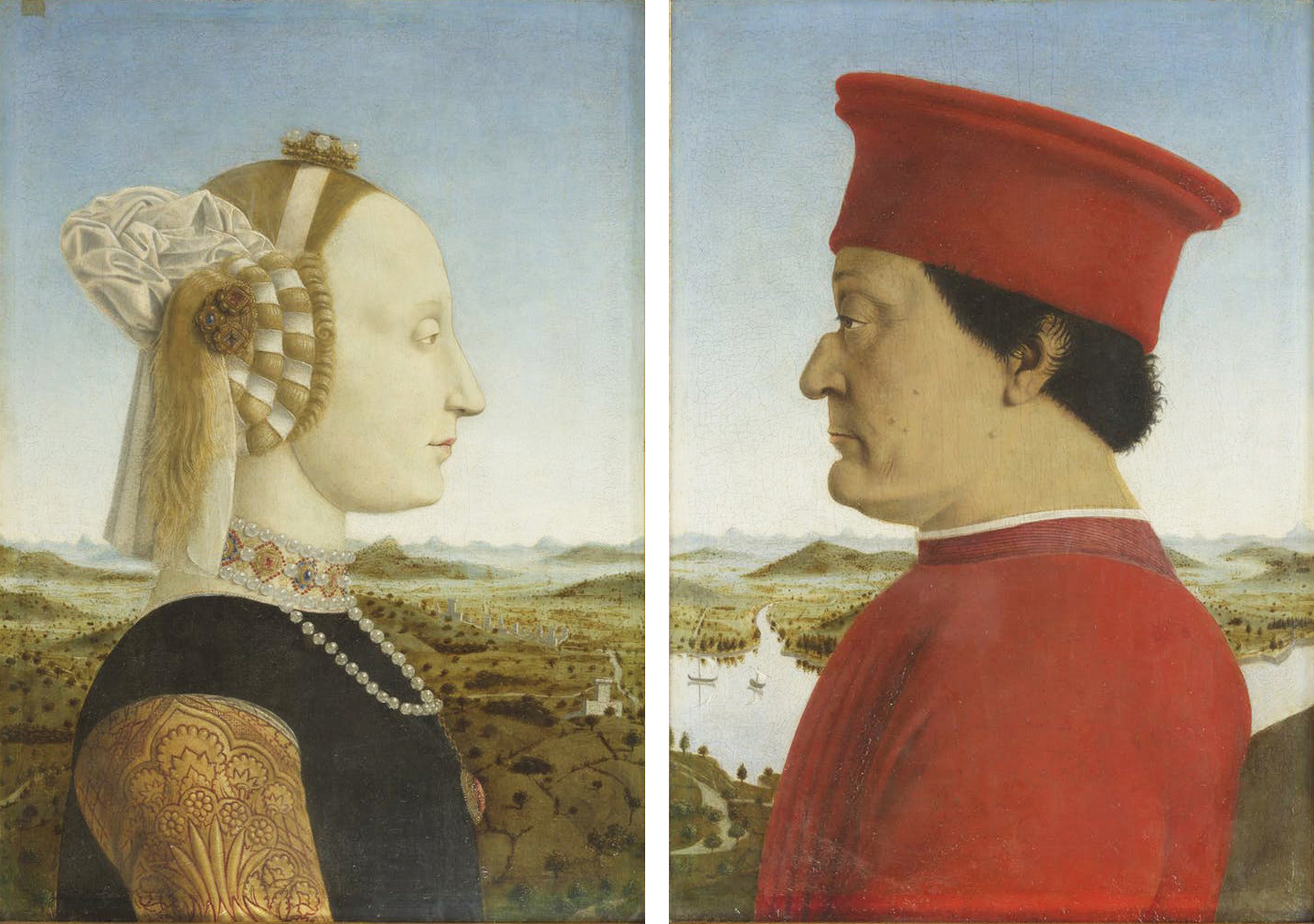
«Герцог і герцогиня Урбинські» П'єро делла Франческа
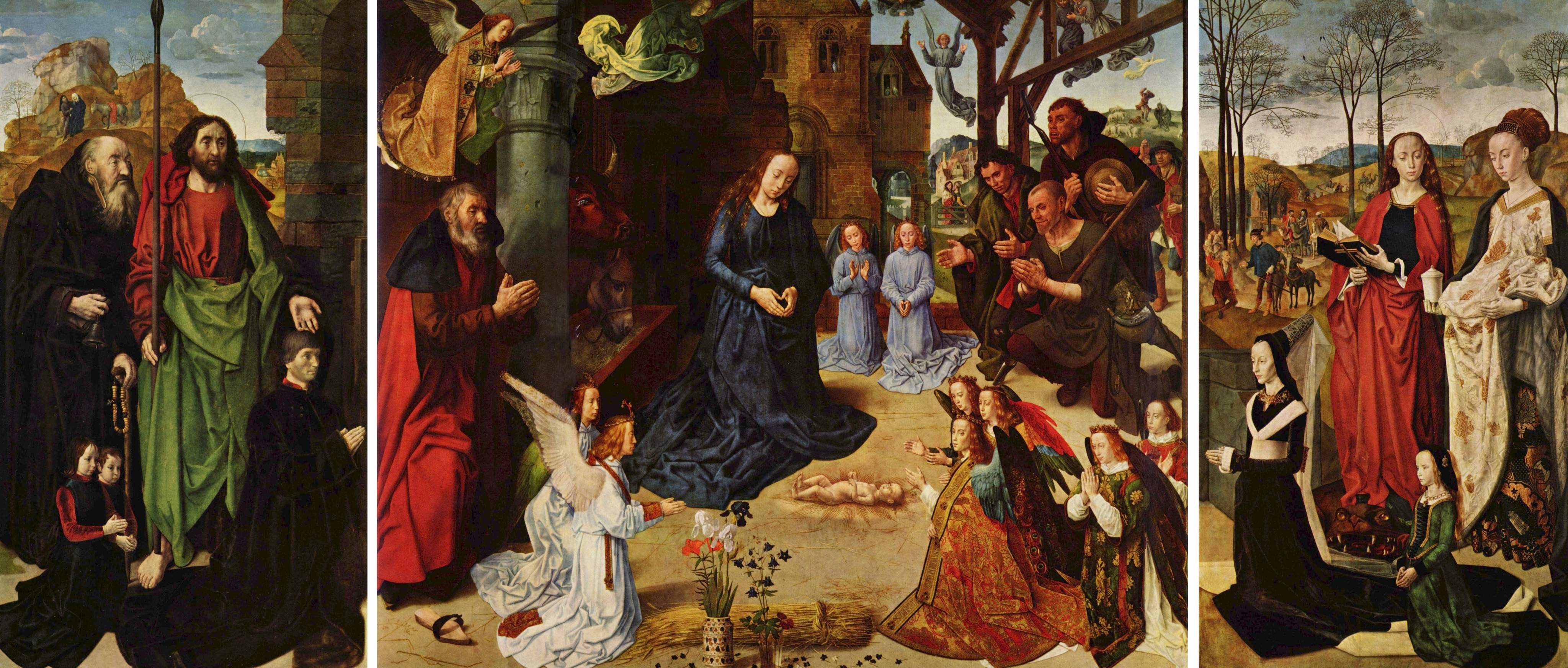
Худ. Гуго ван дер Гус. Вівтар Портінарі. 1473—1475 рр.
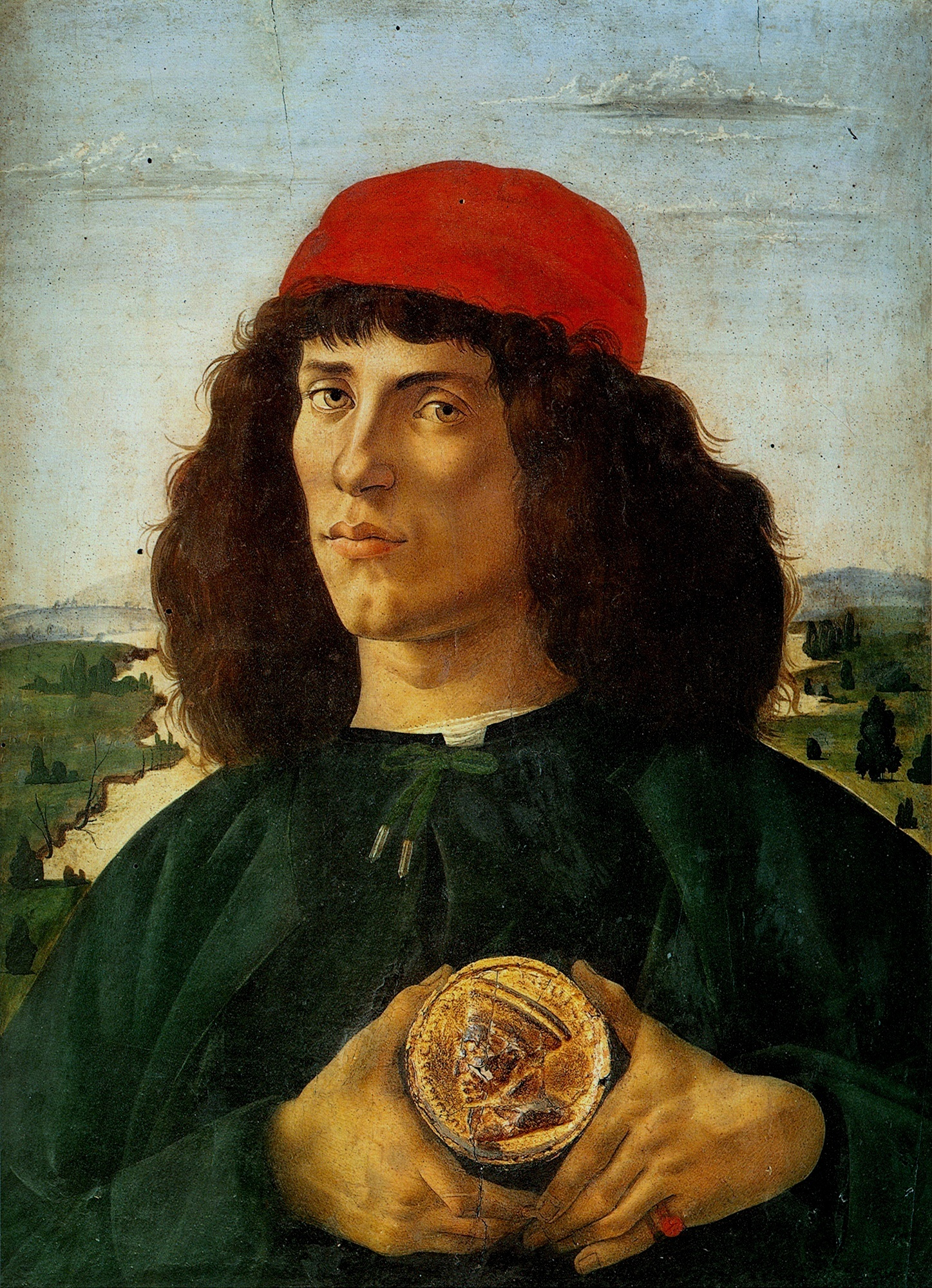
Худ. Сандро Боттічеллі, Портрет невідомого з медаллю Козімо Медічі Старшого
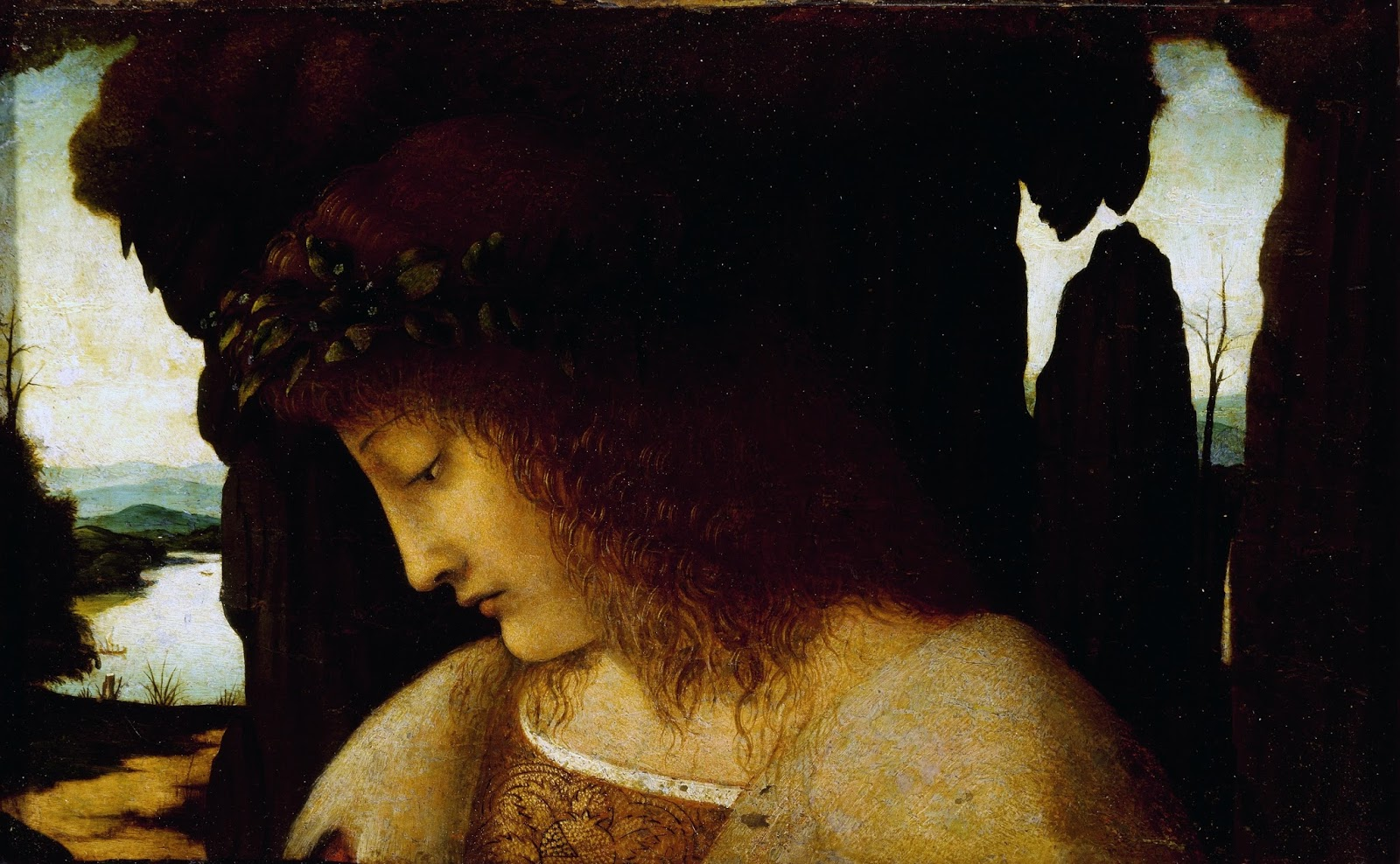
Джованні Больтраффіо «Нарцис біля джерела», недатована